# Polyrhachis exarata
Polyrhachis exarata är en myrart som beskrevs av Carlo Emery 1887. Polyrhachis exarata ingår i släktet Polyrhachis och familjen myror. Inga underarter finns listade i Catalogue of Life.

## Bildgalleri

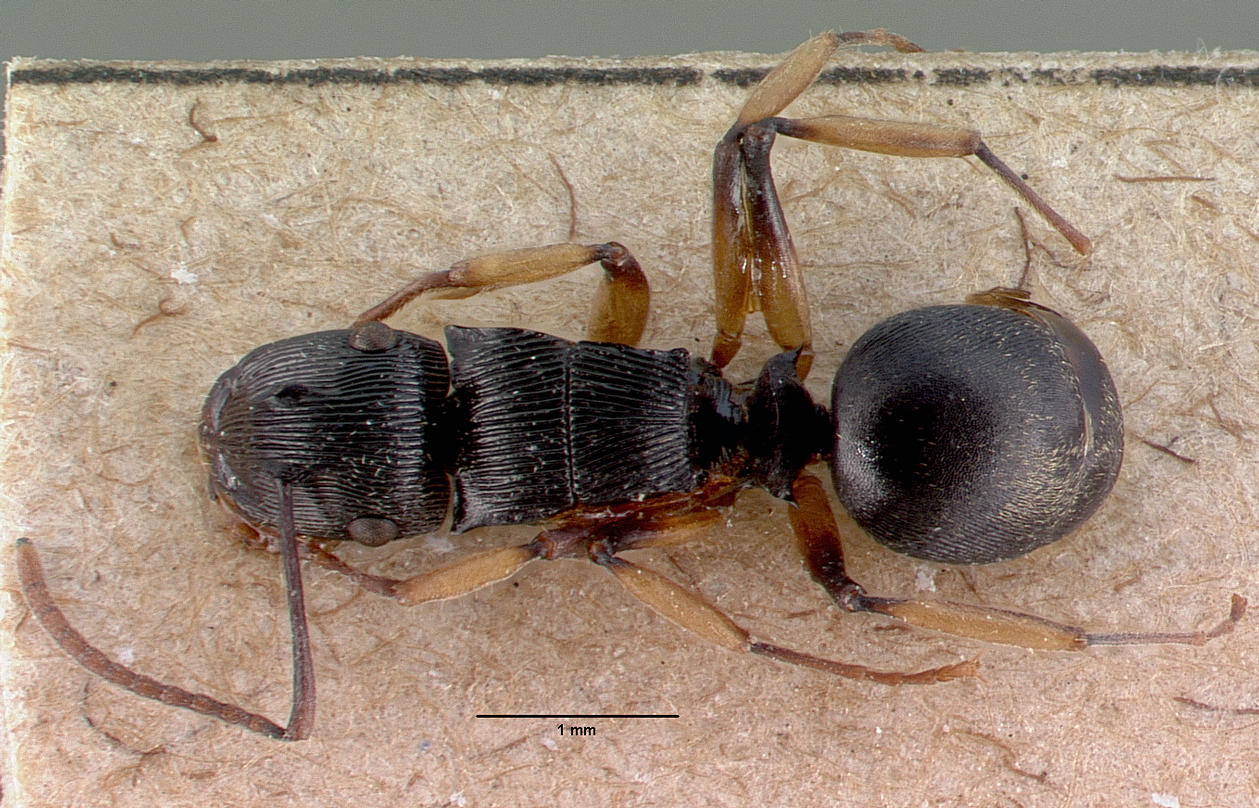
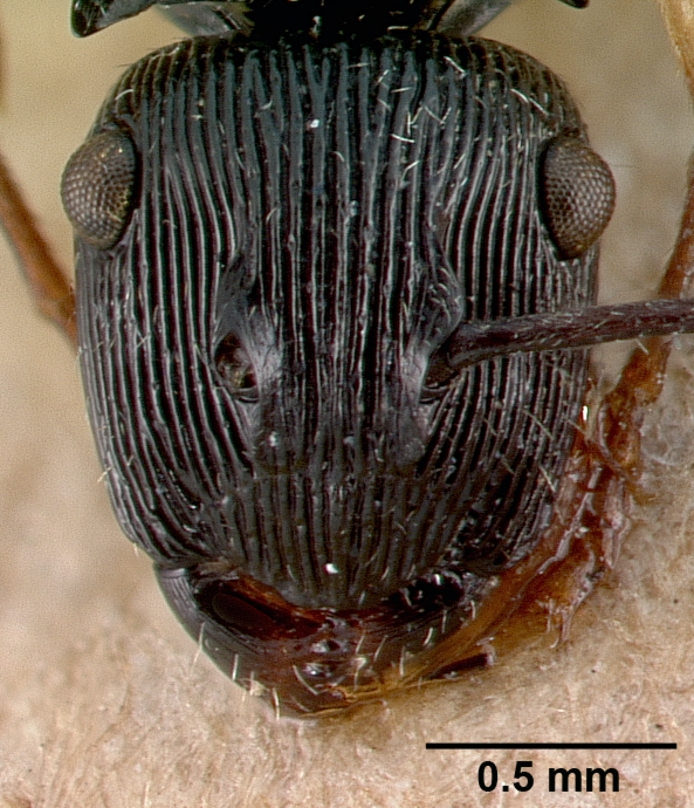
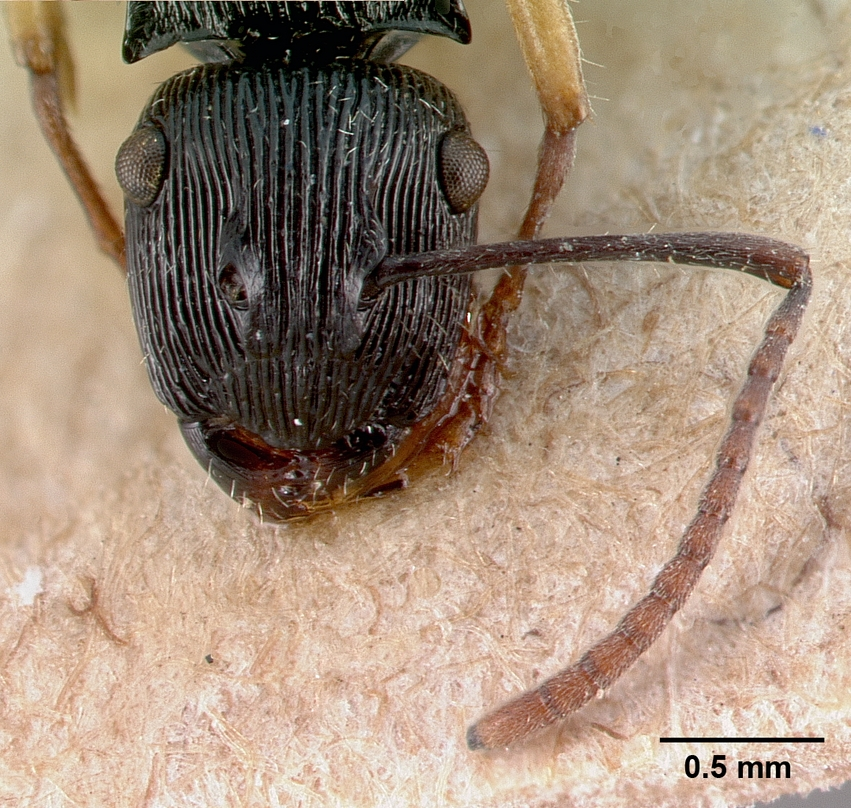
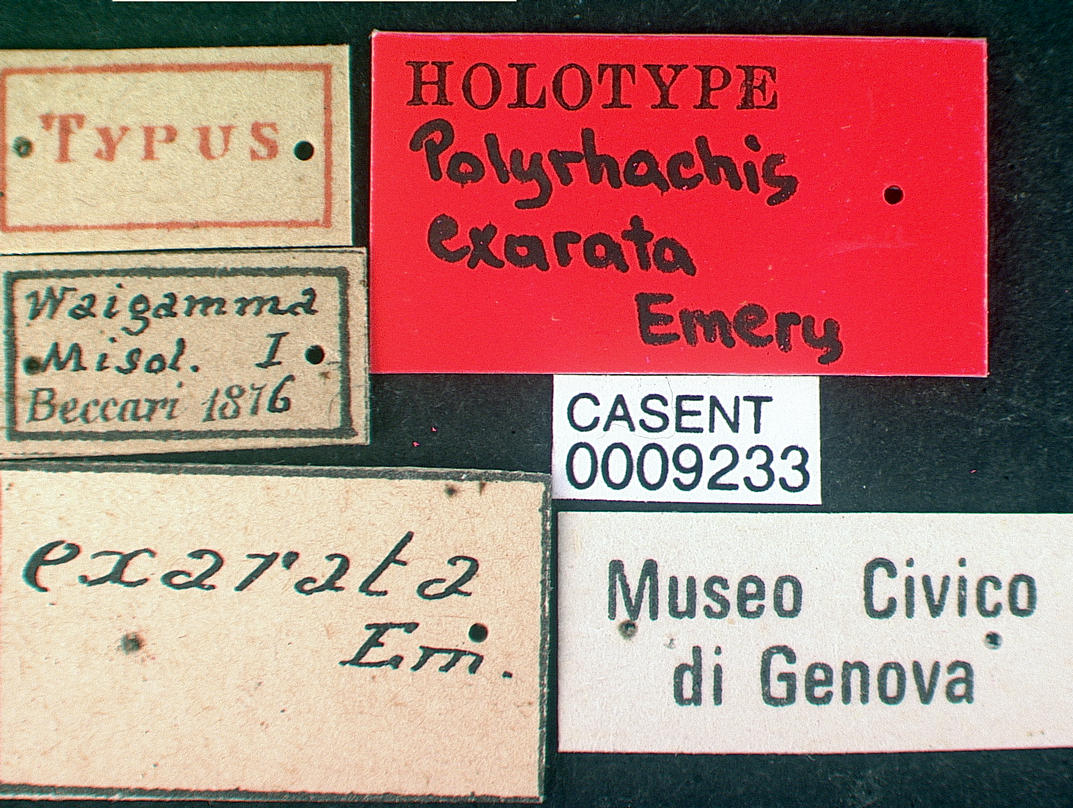
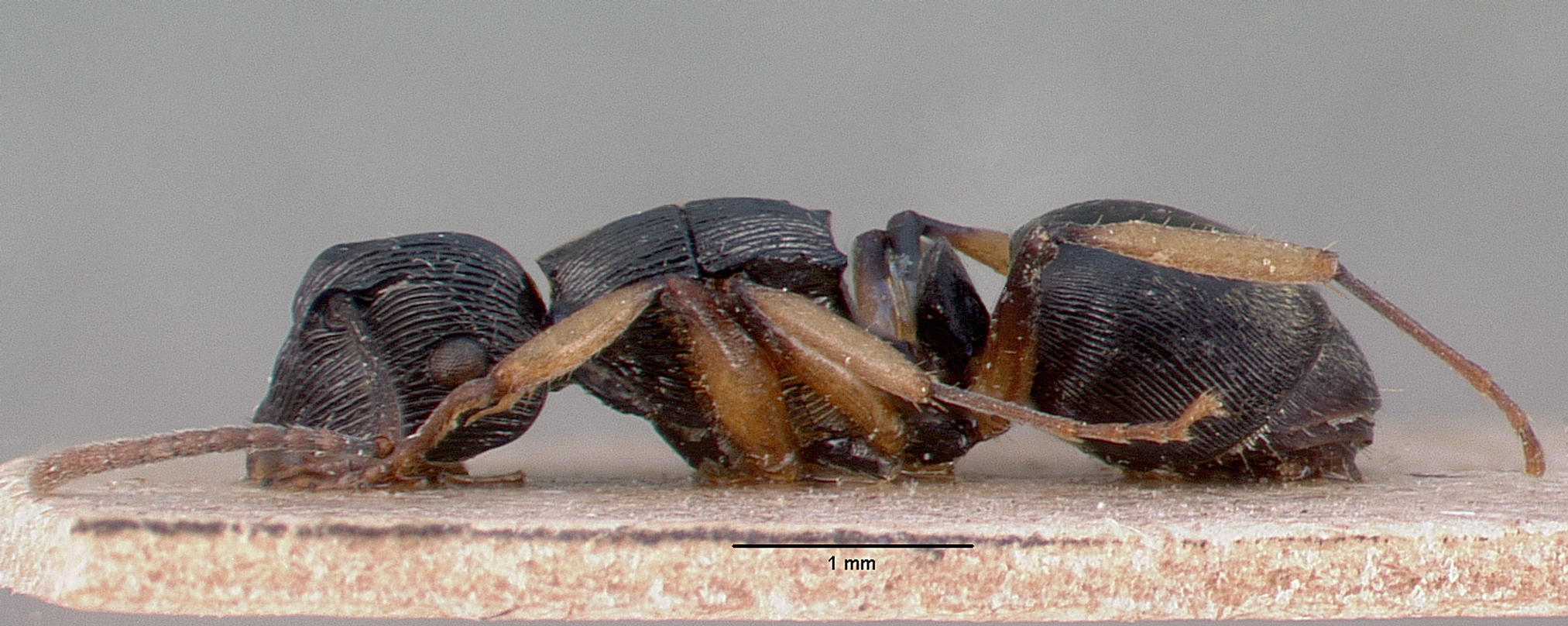